# Jaulgonne
Jaulgonne é uma comuna francesa na região administrativa de Altos da França, no departamento de Aisne. Estende-se por uma área de 1,78 km². Em 2010 a comuna tinha 668 habitantes (densidade: 375,3 hab./km²).